# Orchestra Sinfonica Nazionale (Messico)
L'Orchestra Sinfonica Nazionale (Orquesta Sinfónica Nacional, OSN) è il più importante ensemble di musica classica e sinfonica del Messico. Le sue origini risalgono al 1881 ed è la seconda più antica orchestra sinfonica del continente americano, insieme alla Boston Symphony Orchestra. L'orchestra non ha una sede permanente, ma si esibisce regolarmente nella Sala Grande del Palazzo delle Belle Arti (Palacio de Bellas Artes) a Città del Messico.
Da non confondere con l'Orchestra Sinfonica dello Stato del Messico (Orquesta Sinfónica del Estado de México OSEM), fondata nel 1971, l'Orchestra Sinfonica Nazionale, come un ramo dell'Instituto Nacional de Bellas Artes, è stato creato dal decreto presidenziale di Miguel Alemán il 18 luglio 1947, sotto il nome di Conservatorio Nazionale Orchestra Sinfonica. Prima di allora, tuttavia, c'era un'orchestra precedente, nota come l'Orchestra Sinfonica del Messico (2 Settembre 1928 - 8 marzo 1949), una organizzazione no-profit fondata e diretta dal compositore messicano, direttore d'orchestra, insegnante, giornalista e visionario leader artistico Carlos Chávez. Il 1º agosto 1947 Chávez nominò Blas Galindo come nuovo direttore del Conservatorio Nazionale, sede ufficiale della nuova orchestra. Chávez scrive che l'Orchestra Sinfonica Nazionale diede la sua prima rappresentazione ufficiale il 30 ottobre 1947 presso il Palazzo delle Belle Arti, sotto la direzione di Eduardo Hernández Moncada, il suo primo direttore musicale e artistico.
Un altro decreto del 25 aprile 1949, cambiò il nome del complesso in Orchestra Sinfonica Nazionale (Orquesta Sinfónica Nacional o OSN). Questa variazione fu fatta in primo luogo per sottolineare il suo carattere professionale, avendo avuto i migliori musicisti del paese, ma anche per evitare di confonderla con un'orchestra di studenti, nonostante Chávez l'avesse considerata fin dall'inizio un'orchestra sinfonica nazionale, collegata in alcuni aspetti alla più importante istituzione di educazione musicale, il Conservatorio Nazionale. In secondo luogo Chávez volle sottolineare che "una sinfonia nazionale, per definizione, è un'istituzione dello Stato" e il governo riconobbe la necessità di sostenere un ente di interesse pubblico.

## Storia dell'Orchestra
Il contesto sociale in cui il Messico stava vivendo durante gli inizi del XX secolo rese difficile il compito di creare un'orchestra, quindi ci furono diversi tentativi di formare un'orchestra sinfonica nazionale.

### Primo periodo
L'orchestra ha le sue radici nel 1881, quando Alfredo Bablot, direttore del Conservatorio di Musica (fondato il 1 luglio 1866), avviò l'Orchestra del Conservatorio. Quando Bablot morì, fu sostituito da Carlos J. Menéses. Nel 1902 l'orchestra ebbe poco sostegno da parte del governo di Porfirio Díaz, ma sospese la sua attività nel 1913, due anni dopo la caduta di Díaz, a causa della generale instabilità nel paese durante la rivoluzione messicana.

### Secondo e terzo periodo
Dopo che il Gen. Venustiano Carranza assunse il comando del governo nazionale, di nuovo a Città del Messico nel 1915, l'orchestra prese il nome di Sinfonica Nazionale e dipendeva dall'ufficio delle Bellas Artes. Il suo direttore durante questo periodo fu Jesús Acuña, seguito dal compositore Manuel M. Ponce, ma egli rifiutò e l'orchestra sospese le stagioni concertistiche. In seguito, il compositore Julián Carrillo, che era una figura molto importante nella storia della musica in tutto il mondo fu nominato direttore del Conservatorio di Musica e ancora una volta si fece carico del progetto di un'orchestra, che sarebbe dipesa dal Conservatorio. A causa però della mancanza di sostegno finanziario da parte governo, l'orchestra di nuovo terminò la sua attività nel 1924.

### Orchestra Sinfonica Messicana
Nel 1928 fu creata l'Orchestra Sinfonica Messicana, ma il nome cambiò poco dopo per Orchestra Sinfonica del Messico (Orquesta Sinfónica de México). Questa orchestra è più legata all'orchestra attuale. Carlos Chávez fu nominato suo primo direttore, ma mancava di qualsiasi sostegno finanziario, oltre al fatto che l'orchestra non era stata ben amministrata dal sindacato dei musicisti della città di quel tempo. Il periodo in cui Chávez diresse l'orchestra significò un periodo fiorente per la musica orchestrale del paese.
Un patrocinio privato fu istituito e l'orchestra poté dare il suo primo concerto. La data era il 2 settembre 1928, e il luogo, il Teatro Iris. Con 103 musicisti sul palco, il programma comprendeva Ibéria Suite di Debussy, Sonata Tragica di Tello, il Concerto per pianoforte n 1 in Si bemolle minore di Tchaikovsky con Vilma Erenyi come solista, e Don Juan di Strauss. Anche se l'orchestra ricevette il sostegno finanziario da parte del governo, questo fu considerato come cosa una privata, non ufficiale, come è oggi. Questo è il punto più importante, considerare la natura di questa organizzazione musicale al momento attuale.
Il compositore messicano Silvestre Revueltas, che era secondo in carica come direttore assistente, lasciò l'orchestra nel 1935 per essere direttore principale di una Orchestra Sinfonica Nazionale di nuova costituzione e di breve durata, che sarebbe dipesa dal Conservatorio Nazionale di Musica, ma che chiuse nel 1937, quando Revueltas rassegnò le dimissioni.

### Creazione dell'INBA e costituzione dell'orchestra attuale
Il 23 novembre 1946, il presidente Miguel Alemán propose la creazione dell'Istituto Nazionale di Belle Arti e Letteratura (Instituto Nacional de Bellas Artes y Literatura), conosciuto con l'acronimo INBA, e fu ufficialmente aperto il 1º gennaio 1947, come un ramo della Secretaría de Educación Pública, (SEP) (Segreteria della pubblica Istruzione). Il primo direttore della INBA fu Carlos Chávez, che creò una nuova orchestra per il Conservatorio (ciò perché il conservatorio dipendeva dall'amministrazione dell'INBA). Il 19 gennaio 1949, Chávez si dimise dall'incarico di direttore dell'Orchestra Sinfonica del Messico, per poter utilizzare il suo tempo a comporre e a dirigere l'INBA, ma l'orchestra non scomparve, perché Chávez riuscì a fare in modo che il governo riconoscesse un gruppo nazionale, lavorando su questo tema, fin dal primo momento in cui fu nominato capo dell'INBA. Fu quindi stabilita l'attuale organizzazione nota come Orchestra Sinfonica Nazionale del Messico e Eduardo Hernández Moncada fu designato come suo primo direttore d'orchestra nel 1947. José Pablo Moncayo lo sostituì nel 1949.

### L'orchestra dalla sua creazione fino ai giorni nostri
A Moncayo successe nel 1954 Luis Herrera de la Fuente, che guidò l'orchestra fino al 1972. Durante questo periodo l'orchestra ebbe visite molto importanti a livello nazionale e in tutto il mondo, soprattutto in Europa. Nel 1973 Chávez tornò a dirigere l'orchestra, ma si dimise nel primo mese a causa di conflitti interni con i membri dell'orchestra. Questo portò alla formazione di una nuova amministrazione artistica da parte di alcuni dei musicisti e rappresentanti dell'INBA chiamati a collaborare all'amministrazione. In base a tale disposizione non c'era il direttore principale; invece, l'orchestra ebbe direttori ospiti per le sue stagioni e un messicano assistente direttore per gli affari fuori stagione.
Dopo diversi anni di questa disposizione, l'orchestra accettò di avere un direttore di nuovo nel 1979, nominando Sergio Cárdenas, che rimase in servizio fino al 1984. Dopo di lui seguì Jose Guadalupe Flores 1985-1986, seguito da Francisco Savín 1986-1988, e dal 1989 al 1990 ritornò Luis Herrera de la Fuente. Nel corso di questi anni furono offerti dall'orchestra la partecipazione a festival nazionali, laboratori di musica, conferenze, concerti bandistici e concerti di musica da camera.
Nel maggio 1990, Enrique Arturo Diemecke fu nominato nuovo direttore. Riprese la tradizione dei tour promossi da Herrera de la Fuente durante il suo primo mandato, un viaggio per i festival del Portogallo e Spagna nel 1992 e tour in Messico e negli Stati Uniti nel 1999 e nel 2002. Durante la sua direzione l'orchestra fu incoraggiata a dare concerti basati su colonne sonore, che consistevano nella riproduzione della musica da film come il messicano "Redes", la musica di Aaron Copland o West Side Story di Leonard Bernstein e molti altri. In questi anni si sono tenuti dall'orchestra concerti didattici per i bambini, concerti con solisti di fama in tutto il mondo, come Jorge Federico Osorio, Frederica von Stade e il virtuoso del violino Itzhak Perlman e nel 2002 l'orchestra ebbe la nomination per il premio Latin Grammy Award per il miglior album classico. Nel 2003 l'orchestra celebrò il suo 75º anniversario con un concerto all'Auditorium Nazionale del Messico, eseguendo la Sinfonia n. 9 (Corale) op. 125 di Ludwig van Beethoven, facendo quasi il tutto esaurito. Nel novembre 2006, dopo 16 anni di lavoro continuo, Diemecke lasciò l'orchestra.
L'attuale direttore musicale dell'orchestra, Carlos Miguel Prieto, chiamato alla fine del 2007, ha lanciato l'orchestra in una nuova era, con l'obiettivo di metterla alla pari con i più importanti ensemble del mondo. Nei primi mesi del 2008 ha condotto il suo primo tour europeo da anni, che si concluse con un acclamato concerto al famoso Concertgebouw Hall di Amsterdam. Nel 2008 l'orchestra ha celebrato il suo 80º anniversario.

## Discografia
- 1993 – Moncayo, Revueltas, Chávez registrato nella Sala Nezahualcóyotl (Nezahualcóyotl Concert Hall).
- 2002 – Los Conciertos para violín y piano de Carlos Chávez live al Palacio de Bellas Artes (Nominated for Latin Grammy).
- 2004 – Sonidos de un espacio en Libertad.